# Rojan
Rojan (italijansko Roiano) je danes tržaška mestna četrt, svojčas pa je bila samostojno naselje z večinskim slovenskim prebivalstvom.

## Geografija
Rojan se razteza od glavne ceste, ki se vije ob tržaški železniški progi, do ceste, ki pelje na Opčine, saj se je razvil ob župnijski cerkvi sv. Mohora in Fortunata (kjer je bolj ravninski del) po vzpetni do kraškega roba, med Greto in Trstenikom (Ital. Monte Radio) in Škorkljo. Tu so še manjši zaselki: Piščanci, Lajnarji, Cesarji, so med trtami, oljkami, zelenjem in zdaj tudi gozdom, ki so jih nekoč domačini imenovali Oljkovec, Dukec, Judovec, Borstič, Drnača in Maranovec. Po pobočju tečejo štiri vodni viri, ki jim slovensko pravijo Potok, Potočic, Na Potoku (po italijansko pa Rio Montorsino, Rio Scalze, Rio dei Molini in Rio Carbonara).

## Rojan nekoč in danes
Svojčas je bila v Rojanu pomembna slovenska šola (vrtec, osnovna in srednja šola), ki so jo leta 2000 zaprli. V župniji je vsako nedeljo slovenska sv. maša, ki jo predvajajo tudi po valovih Radia Trst A od leta 1965. Aktivno deluje slovensko društvo Rojanski Marijin dom, ki ima sedež v stavbi, ki so jo leta 1961 postavili slovenski verniki, slovenska Marijina družba in rojančani (župnik je bil tedaj g. Stanko Zorko).